# 吉岡荒造

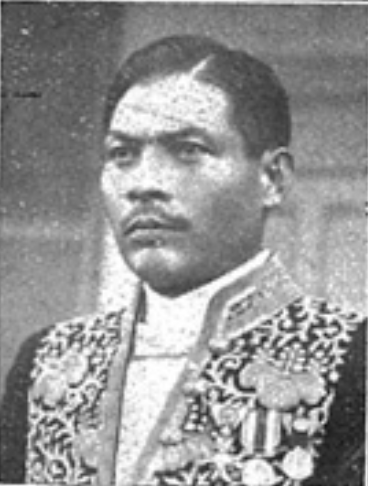
吉岡荒造

吉岡 荒造（よしおか こうぞう、1878年 - 1961年4月25日）は、日本の台湾総督府官僚。

## 経歴
本籍は茨城県。第一高等学校を経て、1906年、東京帝国大学法科大学を卒業。同年11月、高等文官試験行政科試験に合格。
1907年、台湾総督府に入り専売局書記となる。1921年10月8日から1923年12月8日の間台南州の知事となった。専売局長を経て、1924年12月23日、高田富蔵の後任として、台北州知事となる。管轄は、今の台北市、新北市、宜蘭県と基隆市など。
1927年7月27日に退官して離台後、帝国農会主席幹事となる。台北州知事は後任の三浦碌郎に引き継がれた。